# Eugeni de Wurtemberg
El Duc Eugeni de Wurtemberg (alemany: Eugen von Württemberg)  (Oleśnica, 28 de desembre de 1787 - Pokój, 4 de setembre de 1857), fou un príncep alemany i general d'infanteria de l'Exèrcit Imperial Rus durant les Guerres Napoleòniques.

## Primers anys i família
El Duc Eugeni va néixer a Oels, Baixa Silèsia, Regne de Prússia (ara Oleśnica, Polònia) sent fill del Duc Eugeni Frederic de Wurtemberg (1758-1822) (fill del Duc Federic II Eugeni de Wurtemberg, i la Margravina Frederica de Brandenburg-Schwedt) i la seva esposa, la Princesa Lluïsa de Stolberg-Gedern (1764-1834) (filla del Príncep Cristian Carles de Stolberg-Gedern i la Comtessa Lionor de Reuss-Lobenstein). El seu germà menor va ser l'explorador i Duc Pau Guillem de Wurtemberg. La seva tia era l'emperadriu Maria Fiòdorovna, la consort de Pau I de Rússia.
Des de 1775 va viure a Rússia. Sent nen, Eugeni va seguir la seva tia a la cort del tsar. Després dels seus anys de cadet a Sant Petersburg, va començar una brillant carrera a l'Exèrcit Imperial Rus. L'assassinat del seu oncle Pau I el 1802 va interrompre el seu primer període de servei militar. La seva educació posterior a càrrec de Ludwig von Wolzogen va tenir lloc a Silèsia .

## Carrera militar
Després d'uns pocs anys la seva carrera militar es va reactivar i al 1805 ja era major-general. Va participar en les campanyes de 1806-1807 a Prússia Oriental contra França i el 1810 a Turquia. Va acompanyar al seu pare Eugeni Frederic, comandant de la Reserva Prussiana, el 1806. Es va unir al personal del general rus Bennigsen. El 1812, era comandant de divisió (4a divisió de l'II Cos) a les ordres de Barclay de Tolly. Durant la invasió francesa de Rússia va lluitar en les batalles de Borodino i Krasnoi. Durant la Guerra de la Sisena Coalició va lluitar en cinc de les batalles principals. A la batalla de Lutzen, el cos d'exèrcit d'Eugeni es va veure fortament atrapat i va patir moltes baixes amb la recaptura de poblacions preses pels francesos. A la batalla de Bautzen, els homes d'Eugeni, actuant com a rereguarda russa, van frenar l'avanç francès amb la defensa de posicions sobre els turons i per darrere d'una petita vila. El lent avanç dels francesos va enfurismar al mateix Napoleó, qui va prendre personalment el control sobre el comandament de l'avanç de l'avantguarda, malgrat que no va aconseguir millorar la situació. A la batalla de Dresden, les forces d'Eugeni, sobrepassades numèricament, van contenir a les forces del general francès Vandamme durant un dia abans de retirar-se. A la batalla de Kulm, Eugeni va patir més de 3.000 baixes en la seva victoriosa revenja sobre Vandamme. A la batalla de Leipzig, la major part de l'artilleria d'Eugeni va ser destruïda pels francesos. Malgrat això, i tot i les pèrdues a Kulm només unes setmanes abans, la infanteria d'Eugeni es mantingué de forma heròica i tenaç. Dos terços de les seves tropes i tots els comandants del seu regiment van patir baixes.
El 1828, va comandar el 7è Cos de l'Exèrcit Rus en la Guerra russo-turca (1828-1829). Es va retirar del servei després del Tractat d'Adrianòpolis.
Estava interessat en la música. Va estar familiaritzat amb la música de Carl Maria von Weber, qui va ser el director musical del seu pare entre 1806-1807. També va compondre diverses òperes, i moltes cançons, incloent "El Fantasma de la Núvia".

## Matrimoni i descendència

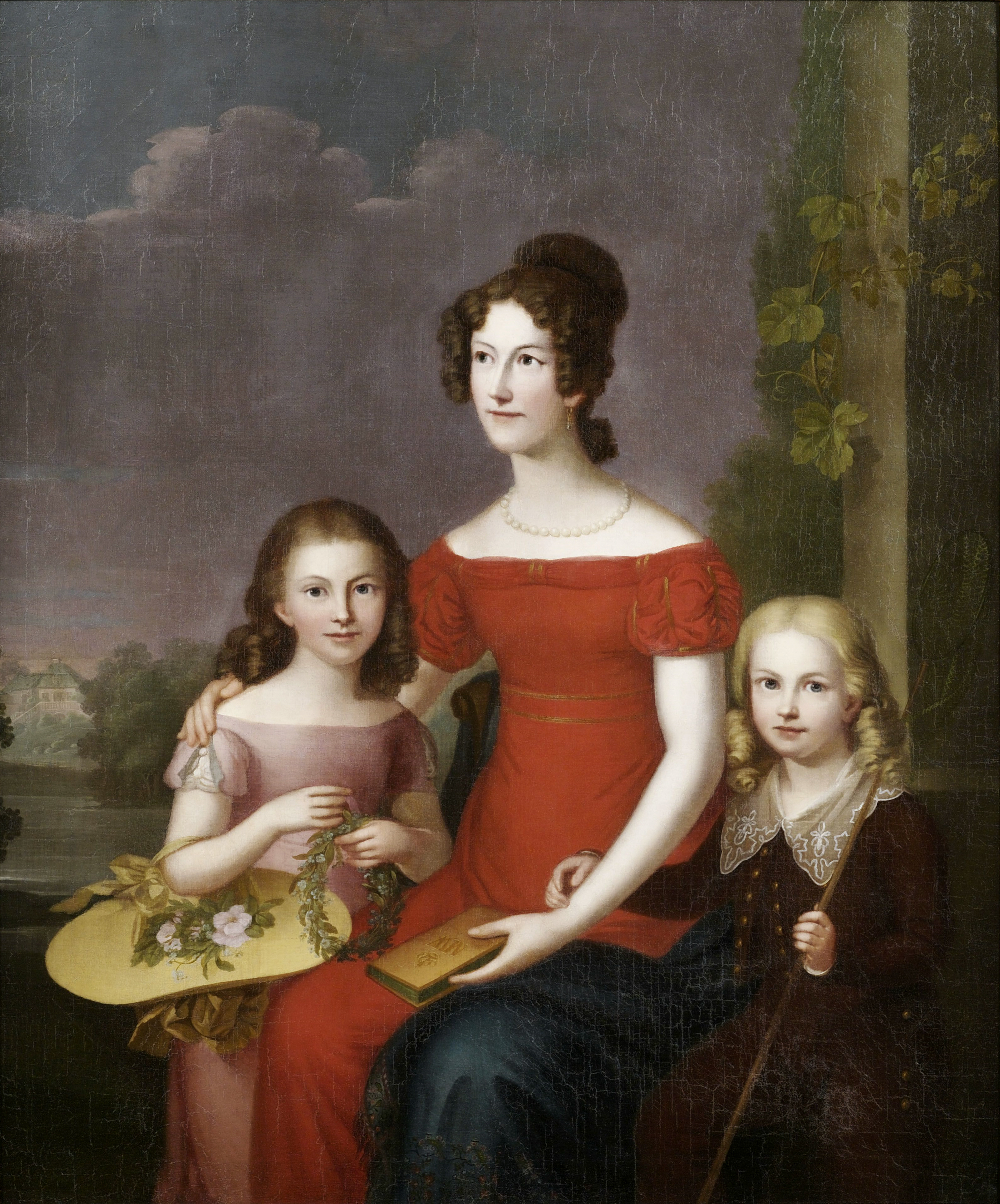
La seva primera esposa Matilde, amb el seu fill Eugeni i la seva filla Maria. Retrat de Carl Rothe, c. 1820.

El 21 de gener de 1817, a Arolsen, es va casar amb la Princesa Matilde de Waldeck i Pyrmont (1801-1825), filla del Príncep Jordi I de Waldeck-Pyrmont i la Princesa Augusta de Schwarzburg-Sondershausen. Van tenir tres fills:
- Duquessa Maria de Wurtemberg (25 de març de 1818 - 10 d'abril de 1888), casada el 1845 amb el Landgrave Carles II de Hesse-Philippsthal, amb descendència.
- Duc Eugeni de Wurtemberg (25 de desembre de 1820 - 8 de gener de 1875), casat el 1843 amb la Princesa Matilde de Schaumburg-Lippe, amb descendència.
- Duc Guillem Alexandre de Wurtemberg (13 d'abril de 1825 - 15 d'abril de 1825)

A la mort de la seva primera esposa, Eugeni es va casar per segona vegada el 1827 amb la Princesa Elena de Hohenlohe-Langenburg (1807-1880), filla del Príncep Carles Lluís de Hohenlohe-Langenburg i la Comtessa Amàlia de Solms-Baruth. Van tenir quatre fills:
- Duc Guillem de Wurtemberg (20 de juliol de 1828 - 5 de novembre de 1896)
- Duquessa Alexandrina Matilde de Wurtemberg (16 de desembre de 1829 - 2 de setembre de 1913)
- Duc Nicolau de Wurtemberg (1 de març de 1833 - 22 de febrer de 1903), casat el 1868 amb la seva neboda Guillermina de Wurtemberg, sense descendència
- Duquessa Inès de Wurtemberg (13 d'octubre de 1835 - 10 de juliol de 1886), casada el 1858 amb el Príncep Enric XIV de Reuss (línia menor), amb descendència.